# Surface superhydrophile
Une surface superhydrophile est une surface qui forme un angle de contact inférieur à 5° avec une goutte d'eau alors qu'une surface hydrophile donne un angle supérieure à cette valeur allant jusqu'à 90°. L’eau va mouiller ainsi complètement cette surface.  

## Historique
Cet effet a été découvert en 1995 par le Research Institute of TOTO Ltd. pour le dioxyde de titane irradié par la lumière du soleil. Sous l'irradiation de la lumière, l'eau déposée sur le dioxyde de titane forme un angle de contact proche de 0°.

## Utilisation
Les surfaces superhydrophiles peuvent avoir plusieurs avantages tels que l'effet antibuée ou l'effet antibactérien. Ces propriétés les rendent utiles pour fabriquer, par exemple, des verres autonettoyants. 